# Беленький, Геннадий Исаакович
Геннадий Исаакович Беленький (26 сентября 1918 года—22 января 2014 года) — советский и российский учёный-педагог, член-корреспондент АПН СССР (1985), член-корреспондент РАО (1993).

## Биография
Родился 26 сентября 1918 года в Ельце Липецкой области.
В 1941 году окончил Московский институт философии, литературы и истории имени Н. Г. Чернышевского.
Участник Великой Отечественной войны, старший лейтенант.
После демобилизации в 1945 году — работал учителем литературы и завучем в школах Москвы, районным методистом. В 1958 году защитил кандидатскую диссертацию «Изучение основных идейно-художественных особенностей советской литературы в X классе средней школы».
С 1960 года — работал в Академии педагогических наук СССР: старший научный сотрудник, заведующий лабораторией гуманитарного образования, затем межпредметных связей, с 1980 по 1994 годы — заведующий лабораторией литературного образования.
Работал главным научным сотрудником Института общего среднего образования Российской академии образования.
В 1974 году защитил докторскую диссертацию «Теория литературы в средней школе (VII—X классы)», в 1978 году присвоено учёное звание профессора.
23 мая 1985 года избран членом-корреспондентом АПН СССР, в 1993 году стал членом-корреспондентом РАО по Отделению общего среднего образования.
Геннадий Исаакович Беленький умер 22 января 2014 года.

## Научная деятельность
Сфера научных интересов: преподавание литературы в средней школе.
Автор более 200 работ, среди которых книги и статьи методологического характера, многочисленные учебники и методические пособия по литературе для средней общеобразовательной школы.
Под его руководством защищено 12 кандидатских и 2 докторские диссертации.

## Награды
- Орден Красной Звезды
- Медаль «За боевые заслуги»
- Медаль К. Д. Ушинского
- Значок «Отличник народного просвещения Российской Федерации»
- Значок «Отличник народного просвещения СССР»